# 坪内好坪站
坪内好坪站（：／ Pyeongnae-hopyeong yeok */?）是京春線沿線的一座高架車站，位於韓國京畿道南楊州市坪內洞。此站是南楊州地區最多ITX-青春列車停靠的車站。

## 車站結構
站體為2面4線雙島式月台的高架車站，候車月台設有月台幕門。
坪内车辆基地的引入軌道於西側自本線分岔，入出廠列車皆於此站起終着。

### 月台配置
| ↑ 金谷          |
| ４３ \| ２１ \| |
| 天摩山 ↓        |

| 月台 | 路線                        | 目的地                 |
| ---- | --------------------------- | ---------------------- |
| 1、2 | ●首都圈電鐵京春線、ITX-青春 | 磨石、加平、春川方向   |
| 3、4 | ●首都圈電鐵京春線、ITX-青春 | 上鳳、清涼里、龍山方向 |

## 歷史
- 1939年7月25日：京春線坪内站（평내역）臨時站落成啟用。
- 1958年4月25日：升格為簡易配置站。
- 1958年12月24日：永久站完工啟用。
- 1969年2月21日：升格為普通站。
- 1997年6月1日：降級為簡易配置站。
- 2006年8月31日：站名改為坪內好坪站。
- 2010年12月21日：電汽化工程完工，首都圈電鐵京春線開始運行。
- 2012年2月28日：ITX-青春列車開始停靠，同時急行列車不再停靠。
- 2017年1月31日：急行列車恢復停靠。

## 車站周邊
- 坪内车辆基地
- 好坪洞行政福利中心
- E-mart南楊州店
- 南楊州Megabox

## 圖片

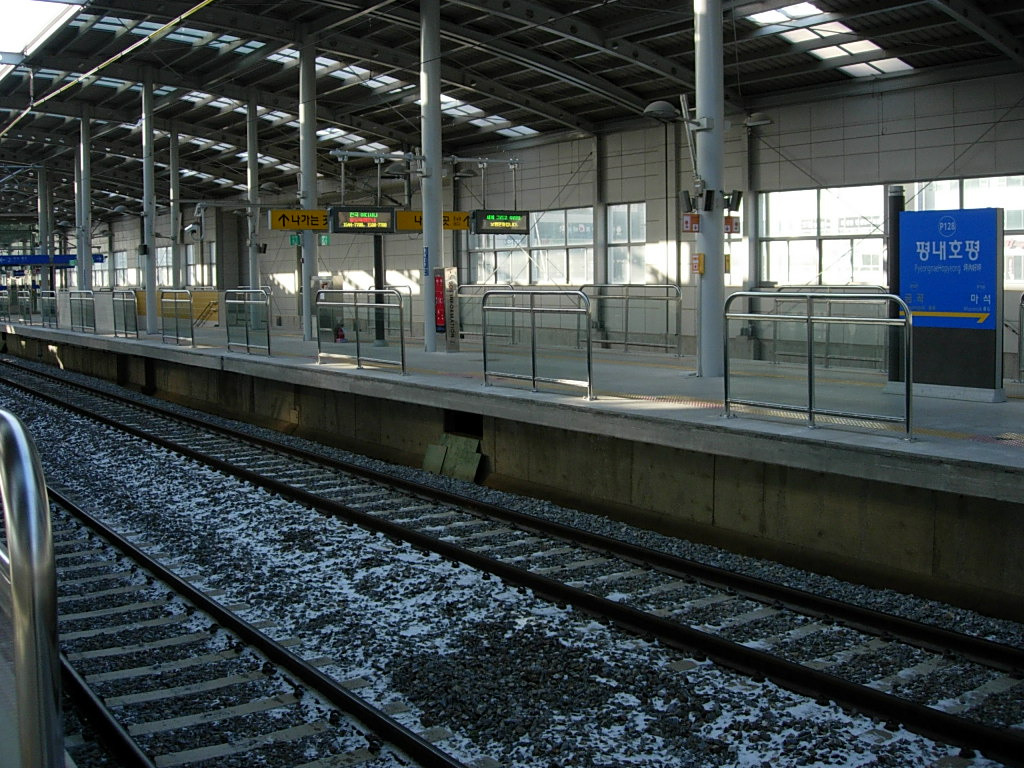
車站月台
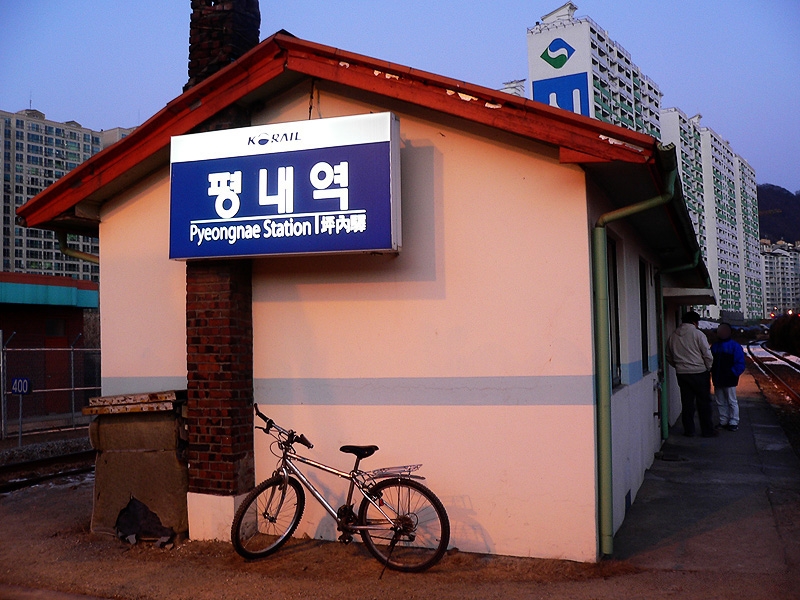
舊站建築
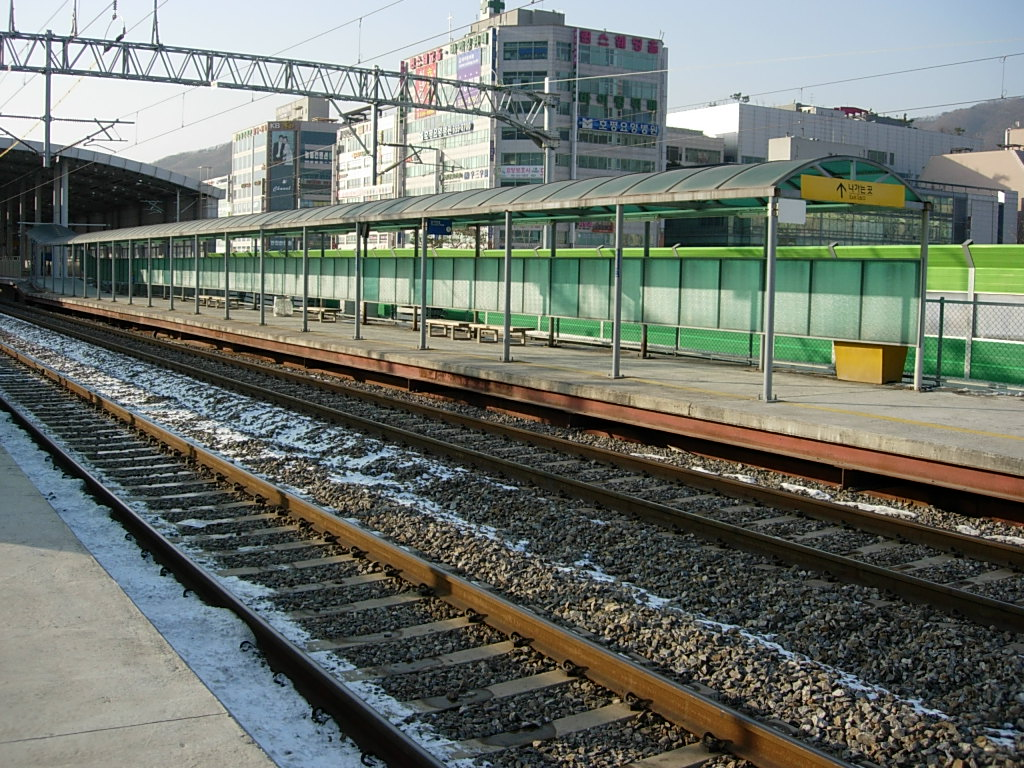
臨時站月台
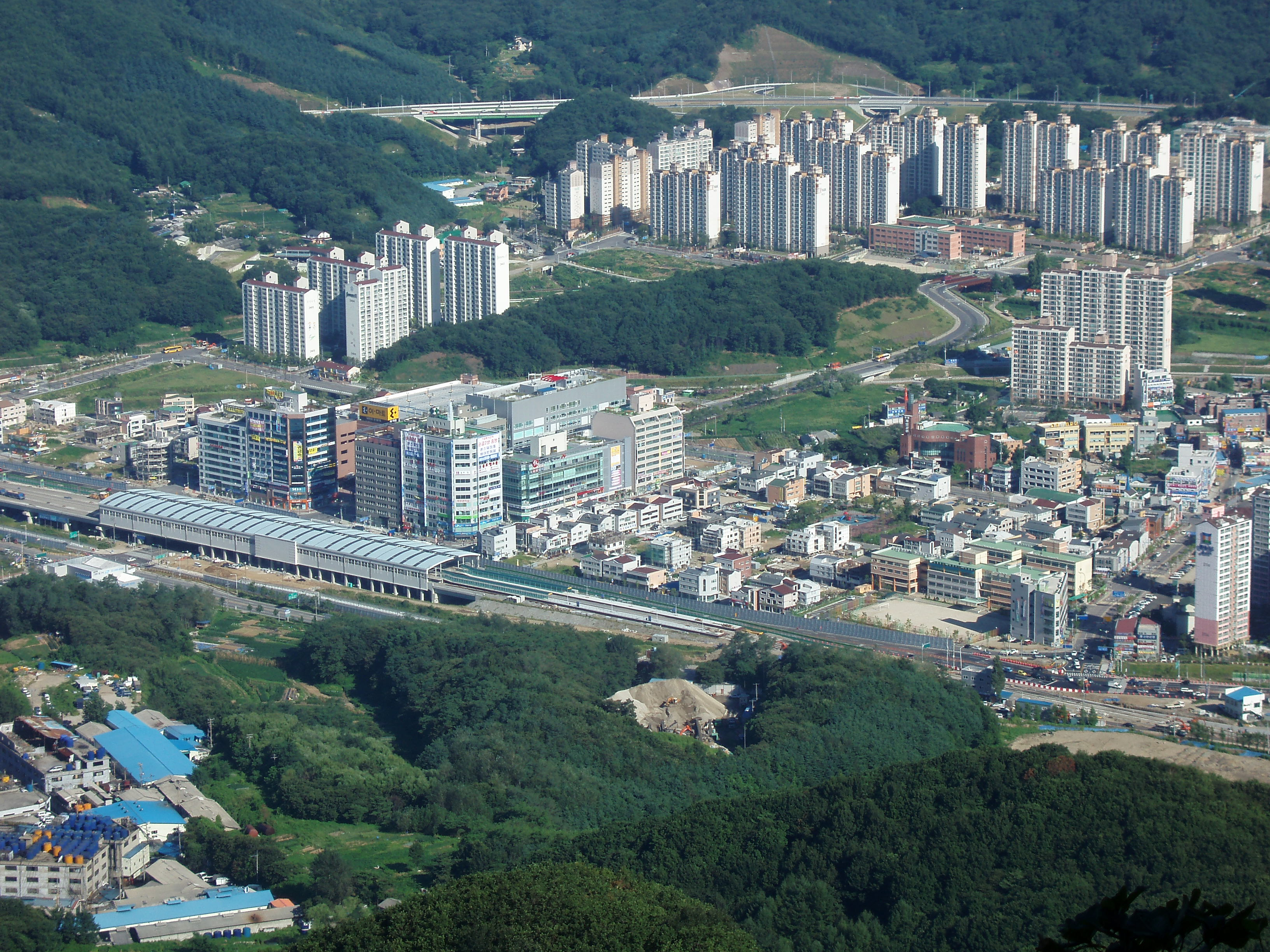
自高處俯瞰車站

## 相鄰車站
韓國鐵道公社
●首都圈電鐵京春線
急行、ITX-青春
思陵（P126）－坪內好坪（P128）－磨石（P130）
緩行
金谷（P127）－坪內好坪（P128）－天摩山（P129）